# Marriott Syracuse Downtown
El Marriott Syracuse Downtown es un hotel histórico ubicado en 100 E. Onondaga St., Syracuse, Nueva York. Fue construido en 1924 como Hotel Syracuse y fue completamente restaurado en 2016, cuando se incorporó a la cadena Marriott.

## Arquitectura
Es significativo porque es "un excelente ejemplo de un hotel moderno de principios del siglo XX diseñado por uno de los principales diseñadores de hoteles de la época". Fue diseñado por William B. Post de George B. Post & Sons de la ciudad de Nueva York en 1921.

## Historia
Se inició la construcción del edificio en 1922 y el Hotel Syracuse abrió sus puertas el 16 de agosto de 1924. Entre sus primeros invitados ese día estaba la estrella infantil Jackie Coogan. El hotel celebró su inauguración oficial un mes después, el 18 de septiembre de 1924, con su primer evento, una cena para accionistas en el Grand Ballroom. En 1927, Charles Lindbergh visitó el hotel para hablar sobre su histórico vuelo transatlántico de Nueva York a París en el Spirit of St. Louis.

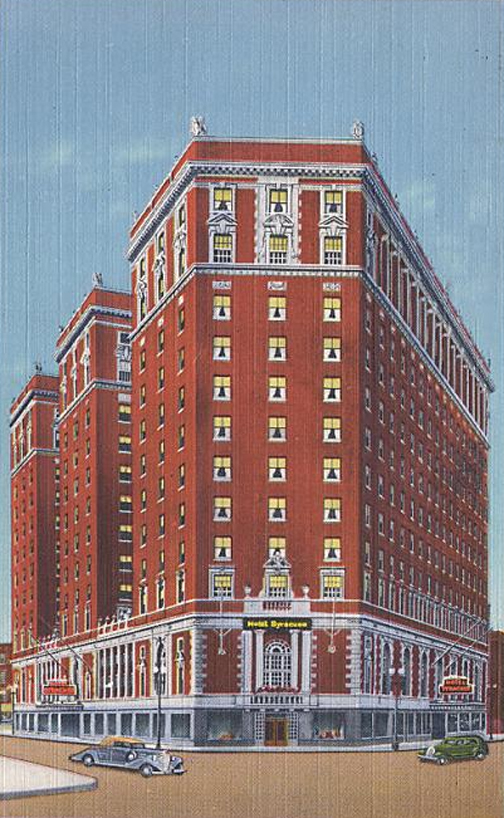
Hotel Syracuse visto en una postal de 1930

En 1980, el hotel pasó a llamarse Hilton at Syracuse Square. Se amplió con una extensión que contenía el Imperial Ballroom y una nueva ala de la torre diseñada por William B. Tabler. El hotel dejó Hilton en la década de 1990 y volvió a su nombre original. El enorme Hotel Syracuse de 790 habitaciones finalmente se encontró luchando contra la bancarrota y cerró en 2004.

### Década de cierre
En diciembre de 2004, la ciudad anunció que un pago de un millón de dólares por parte del principal acreedor del Hotel Syracuse resolvería la disputa de impuestos a la propiedad no pagados. Esto permitió que el hotel saliera de la bancarrota.
En agosto de 2005, la firma israelí GMUL acordó comprar el Hotel Syracuse y su garaje y renovar la propiedad en un nuevo hotel y condominios de cuatro estrellas. Planes más detallados se hicieron públicos en diciembre de 2005, enumerando los siguientes planes para el complejo: 54 condominios ubicados en la torre de 1980, hotel de negocios de 155 habitaciones, 150 apartamentos, restauración de instalaciones para banquetes y escaparates a pie de calle, rehabilitación del parking del complejo, Piscina y gimnasio.
En mayo de 2006, el Hotel Syracuse se vendió a otra empresa israelí, AMERIS Holdings Ltd, como parte de un paquete más grande, que incluía otros activos adquiridos de GMUL. AMERIS Holdings Ltd, controlada por Levi Kushnir y su hijo Elad, tiene una gran cartera de desarrollo en todo el mundo y específicamente en los EE. UU. Los nuevos propietarios reconfiguraron algunos de los planes anteriores. En lugar de vender condominios en la torre, la porción de condominio del proyecto se trasladaría al edificio histórico. Cuando cambió la propiedad en 2006, Ameris Holdings ltd. reabrió las instalaciones para banquetes, que habían estado cerradas durante varios años. Poco después, el garaje se renovó por completo (inaugurado el 1 de septiembre de 2007) y el complejo albergó algunos eventos a gran escala, incluido el Festival de Cine de Syracuse en abril de 2007. En julio de 2007, comenzaron los trabajos para convertir la torre de 1980 en apartamentos. El entonces alcalde Matt Driscoll se comprometió a convertir la calle Onondaga cerca del complejo hotelero en un parque, para impulsar el desarrollo. Hotel Syracuse se agregó al Registro Nacional de Lugares Históricos en 2008. 
Sin embargo, Ameris quebró más tarde en 2008 y el trabajo en la torre de apartamentos se detuvo cuando se completó aproximadamente el ochenta por ciento. La torre de 1980, rebautizada como Symphony Tower, finalmente se separó del resto del edificio y se vendió a Hayner Hoyt Corporation por $ 1,4 millones en 2012. Esa venta fue objeto de litigio durante muchos años, y, a partir de 2022, la Symphony Tower permanece vacante.

### Restauración

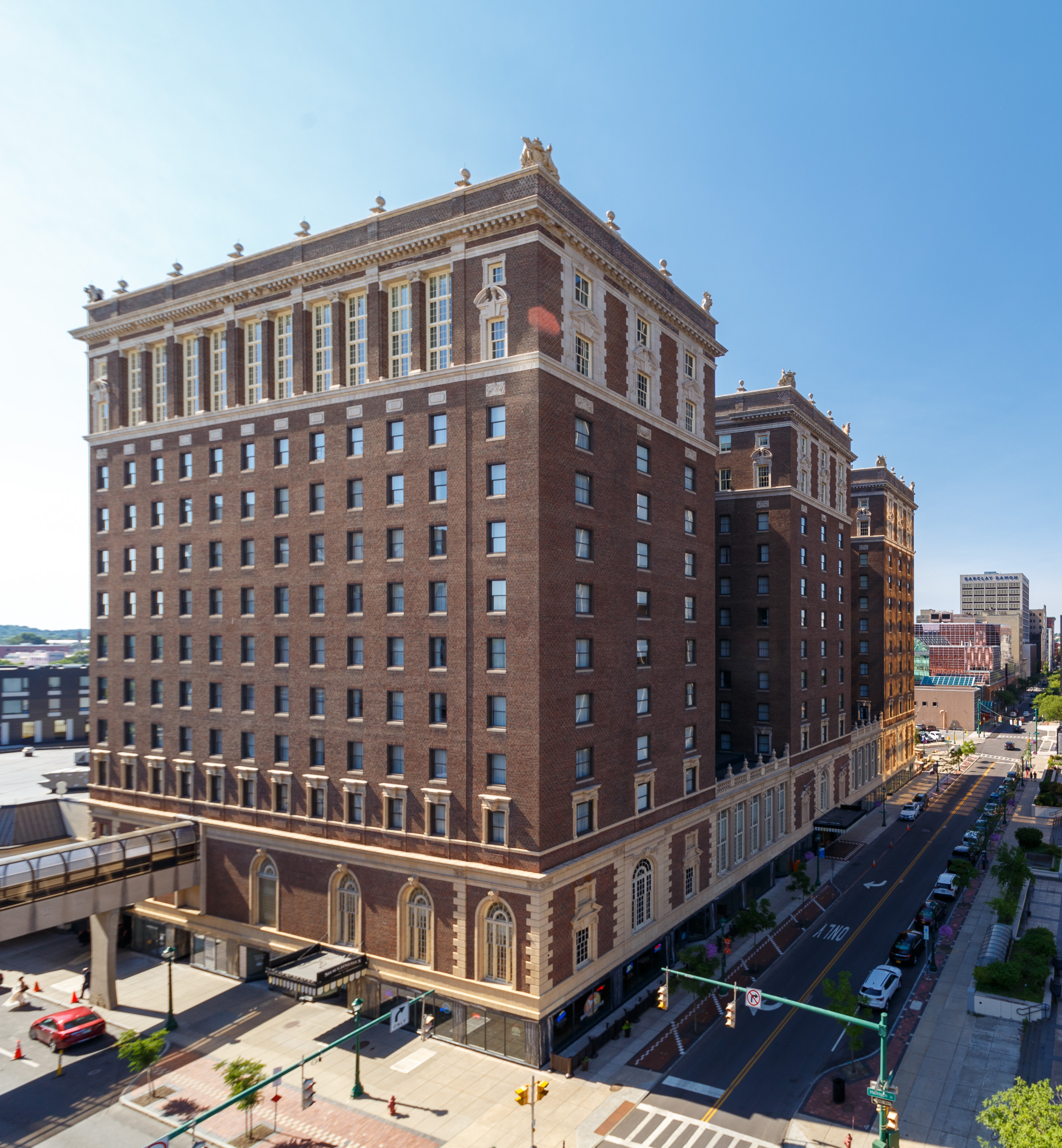
Vista desde el estacionamiento cercano

El 14 de abril de 2013, Pyramid Hotel Group, con sede en Boston, hizo una oferta de un monto no revelado a la ciudad de Syracuse para renovar y reabrir el Hotel Syracuse. La ciudad de Syracuse inició un proceso de incautación contra los propietarios israelíes del hotel, GML, por 500.000 dólares en impuestos impagos.
Ed Riley, vicepresidente senior de gestión de proyectos de Pyramid Hotel Group, dijo que si el acuerdo se concretaba, el hotel se reabriría con 260 a 280 habitaciones. Estimó que una renovación tomaría de 14 a 16 meses y costaría más de $ 60 millones. Riley dijo que las habitaciones del hotel son demasiado pequeñas y anticuadas. Tendrían que ser renovados y ampliados, con baños completamente nuevos instalados. Dijo que el espacioso vestíbulo del hotel y sus salones de baile necesitan ser actualizados, pero están en relativamente buenas condiciones y se conservarán. Los funcionarios de la ciudad han estado presionando para que un hotel complemente el Centro de Convenciones Nicholas J. Pirro de 99,000 pies cuadrados. Hotel Syracuse se encuentra a una cuadra y media de distancia; un Hotel Syracuse renovado podría servir como un hotel de centro de convenciones.
En 2014, Ed Riley adquirió el Hotel Syracuse. En 2015, comenzó un proyecto de restauración de $57 millones que le dio al hotel 261 nuevas habitaciones y devolvió todos los espacios históricos principales a su antiguo esplendor. El 25 de junio de 2015, mientras continuaban los trabajos de restauración, el hotel pasó a llamarse Marriott Syracuse Downtown. Durante las renovaciones, la entrada principal del hotel se cambió de 500 S. Warren St. al otro lado del edificio, 100 E. Onondaga St. El hotel reabrió el 19 de agosto de 2016.